# Maurice Malpas
Maurice Daniel Robert Malpas (* 3. August 1962 in Dunfermline, Schottland) ist ein ehemaliger schottischer Fußballspieler und heutiger Fußballtrainer.

## Karriere

### Spieler
Maurice Malpas war schottischer U-15-Nationalspieler bei seinem ersten Verein Leven Royals gewesen. Im Jahr 1979 verpflichtete der schottische Verein Dundee United den jungen Spieler. Zunächst spielte Malpas zwischen 1979 und 1981 in der Jugendmannschaft von Dundee United, bevor er im November des Jahres 1981 sein Debüt in der A-Mannschaft gab. Malpas konnte sich aber vorerst nicht in der Stammelf etablieren und machte so seinen Bachelor im Bereich Elektrotechnik. 
Ab dem Jahr 1983 spielte Malpas regelmäßig bei Dundee und zeigte gute Leistungen, was auch dem damaligen Nationaltrainer Schottlands Alex Ferguson nicht verborgen blieb. So gab er 1984 sein Debüt für die Nationalmannschaft. Seine erste schottische Meisterschaft hatte zuvor im Jahr 1983 schon gewonnen. 1990 nahm er mit Schottland an der Weltmeisterschaft in Italien teil. Im Jahr 1992 wurde er als bislang einziger Dundee-Spieler in die Fußballer-Hall of Fame Schottlands aufgenommen. 2000 zog er sich aus dem Leben als Fußballprofi zurück und beendete seine Karriere. Mit 617 Ligaspielen hält er den vereinsinternen Rekord der meisten Ligaeinsätze.

### Trainer
Malpas übernahm im Jahr 2006 Terry Butchers Stelle als Trainer beim FC Motherwell. Er verließ den Verein im Jahr 2007, um als Interimstrainer bei der schottischen U-21-Nationalmannschaft einzuspringen. Im Jahr 2008 übernahm Malpas den englischen Verein Swindon Town.

## Erfolge
- Schottischer Meister: 1983
- Schottischer Pokal: 1994
Zweiter: (4) 1985, 1987, 1988, 1991
- Schottischer Ligapokal: 
Zweiter: (2) 1985, 1998
- Schottischer Challenge Cup: 
Zweiter: 1996
- UEFA-Pokal: 
Zweiter: 1986/87